# Fromia monilis
Fromia monilis är en sjöstjärneart som först beskrevs av Perrier 1869.  Fromia monilis ingår i släktet Fromia och familjen Ophidiasteridae. Inga underarter finns listade i Catalogue of Life.

## Bildgalleri

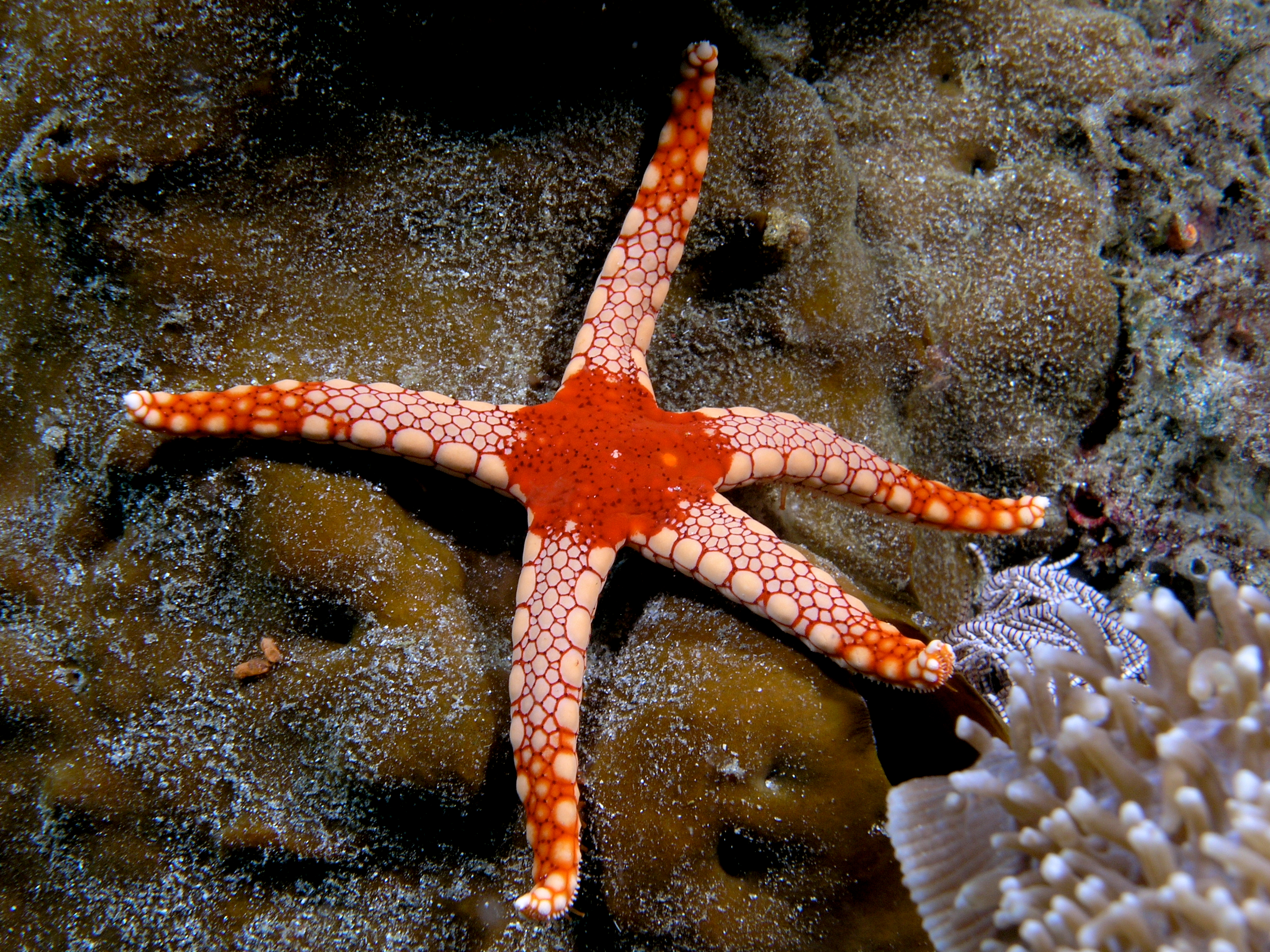
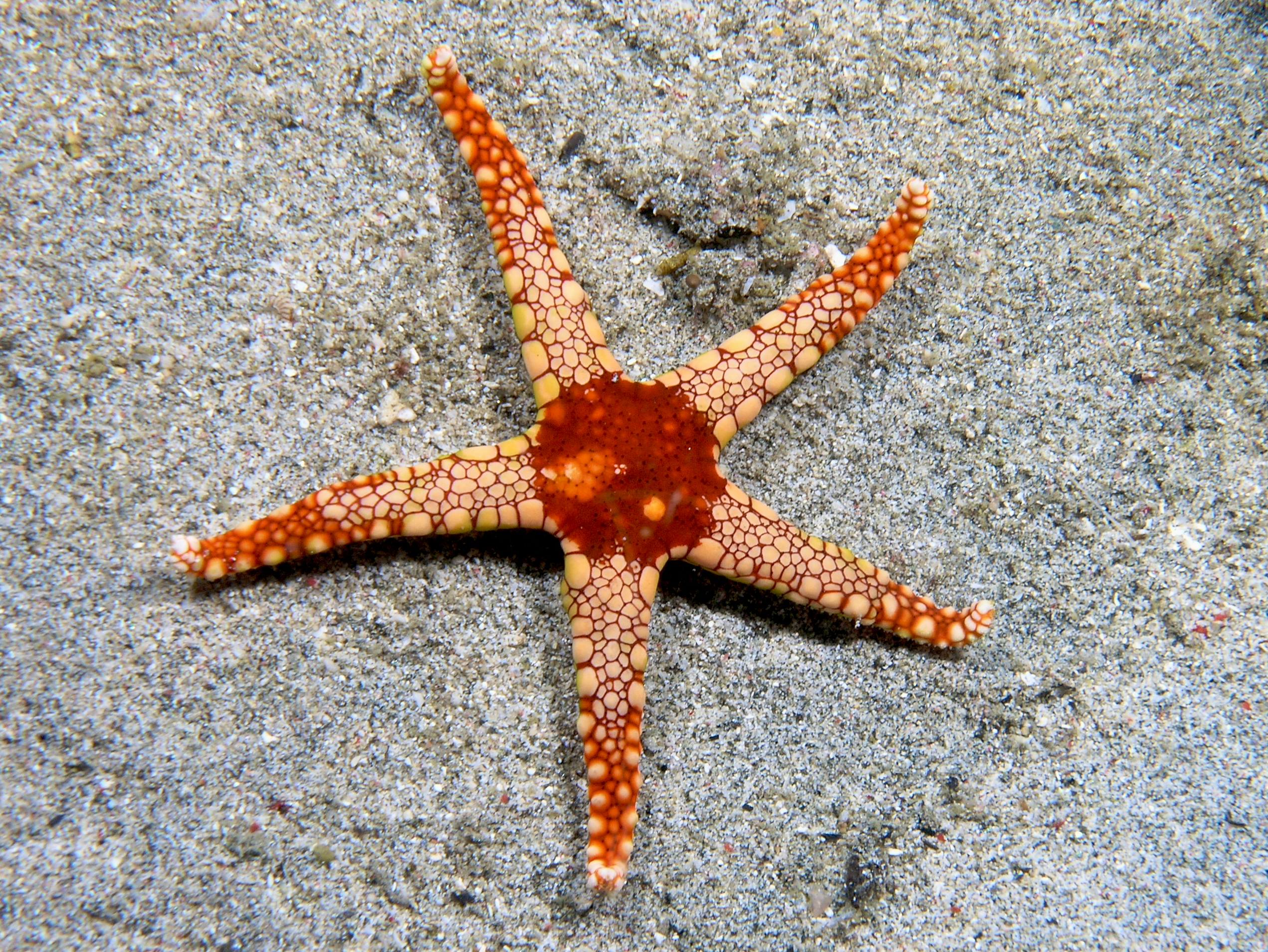
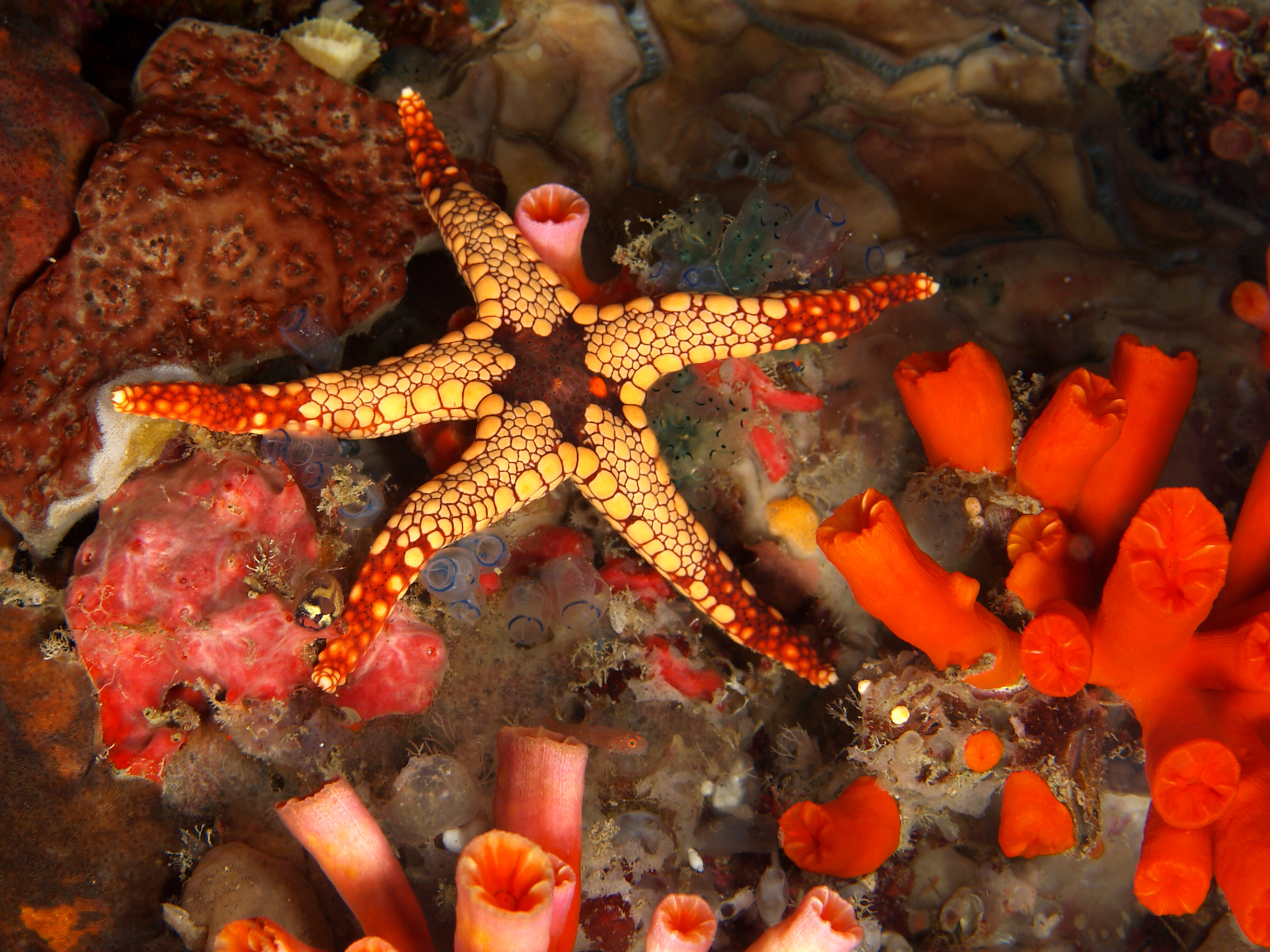
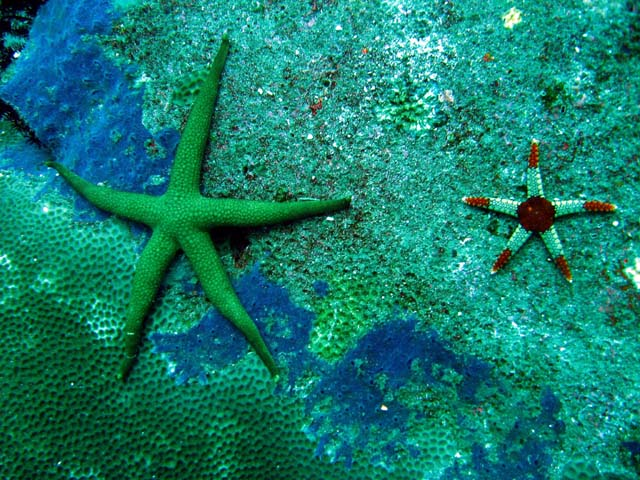
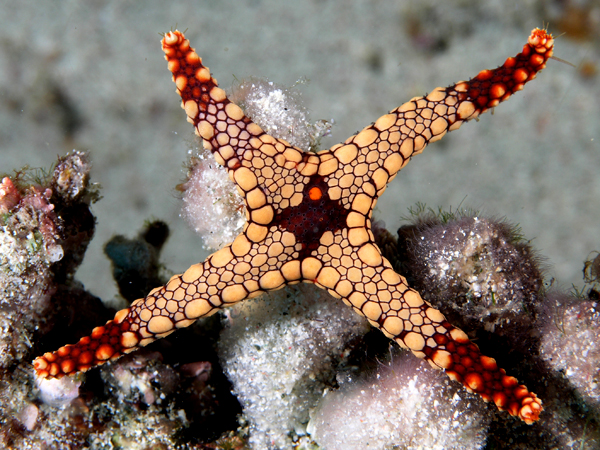
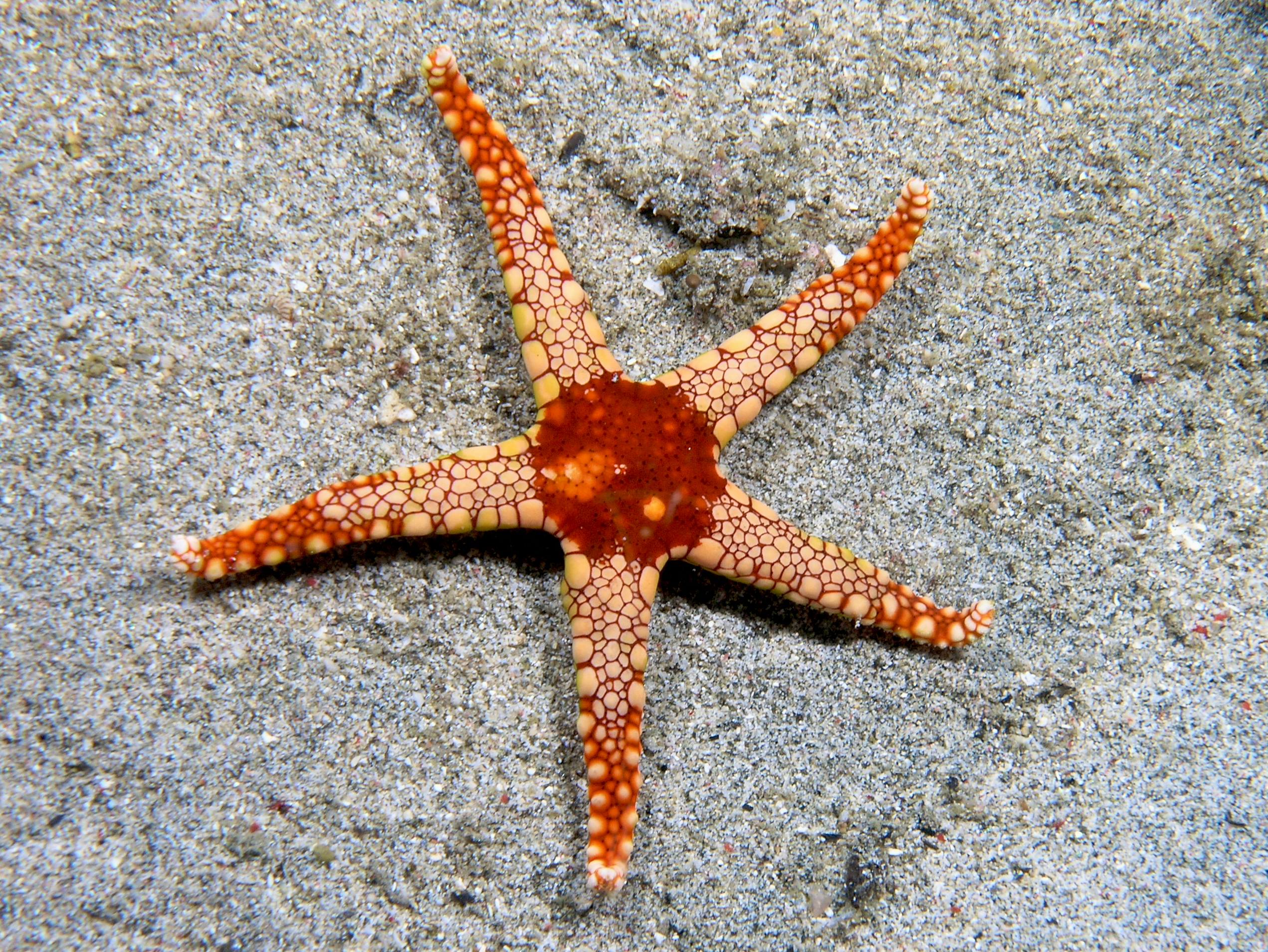